# Philippe Rabouan
Philippe Rabouan est un footballeur français né le 11 novembre 1969 au Lude (72).

## Biographie
Il commença à taper dans le ballon dès son plus jeune âge au Racing Club Noyant-Méon, club de l'Est de l'Anjou. Celui-ci se faisant surnommer "lapin". Puis, il est repéré par le club phare de l'Anjou : le SCO d'Angers. En 1986, d'importantes négociations ont lieu entre les dirigeants du SCO d'Angers et Claude Sallé, l'entraîneur de la sympathique équipe des minimes du Racing club. Celui-ci connait bien la famille Rabouan, mais il finit par céder son joyau...
Doté d'un physique parfait pour jouer latéral (1,77 m pour 71 kg) celui-ci grandi petit à petit les échelons au sein du SCO. Arrière latéral droit rapide et infatigable, celui-ci constitue un titulaire indiscutable de l'équipe mythique qui termina 1re de la division 2 du groupe à l'issue de la saison 1992-1993 sous la houlette d'Hervé Gauthier. En division 1 Philippe Rabouan est toujours titulaire au poste d'arrière droit mais la saison est catastrophique et se termine par une inévitable relégation.
Ainsi, il quitte le SCO pour rejoindre l'en-avant Guingamp en Division 2. Mais Francis Smerecki ne lui laissant que trop rarement l'occasion de briller, il décide de retourner dans le club de ses débuts pro malgré la montée en Division 1 du club breton.
Il met un terme à sa carrière de footballeur au SCO d'Angers à l'âge de 29 ans. 
Entraîneur des moins de 18 ans du Football Club de Tours, ces derniers se subliment en coupe Gambardella et atteignent les quarts de finale de la compétition.
En 2006, il devient entraîneur de l'équipe réserve de la Berrichone de Châteauroux, évoluant en PHR ; l'équipe première étant coaché par Hervé Gauthier. Philippe Rabouan est titulaire du DEF depuis 2006. Dernièrement, il fut "remercié" par les dirigeants castelroussins en compagnie de son compère Cédric Daury.

## Carrière
- 1986-1994 : SCO Angers,  France 124 matchs, 3 buts
- 1994-1995 : EA Guingamp,  France 10 matchs
- 1995-1998 : SCO Angers,  France 31 matchs

## Palmarès

### En club
- Champion de France de D2 : 1993